# 王迪 (足球裁判)
王迪（1981年4月6日—），生于上海市，中国足球裁判，2011年成为國際足球協會足球裁判。
王迪一直是中国足协的重点培养对象。王迪先是入选了亚足联的未来裁判培养计划，2009年培训毕业后，2010年成为中超裁判。2011年中国足协将王迪列入国际级裁判申报名单，此时王迪只有29岁，相当年轻。据报道，年纪轻轻就成为国际足球裁判，王迪的英语能力是关键因素。2011年底，王迪又进入了亚足联裁判发展计划，这一计划旨在培养亚足联精英裁判。不过，媒体对王迪的执法水平多有争议。2009年中国足球甲级联赛中青岛海利丰吊射自家球门的比赛，他是当值主裁判。2013年中国足球超级联赛第2轮武汉卓尔与北京国安的比赛，王迪出现两次重大错判：本应给北京国安队一个点球，却吹罚国安球员格隆假摔；北京国安后腰马季奇被武汉卓尔柯钊反复暴力侵犯，王迪却只出示了一张黄牌，量刑过轻。中国足协最后决定，王迪停哨5场。